# Tatsumi Fujinami

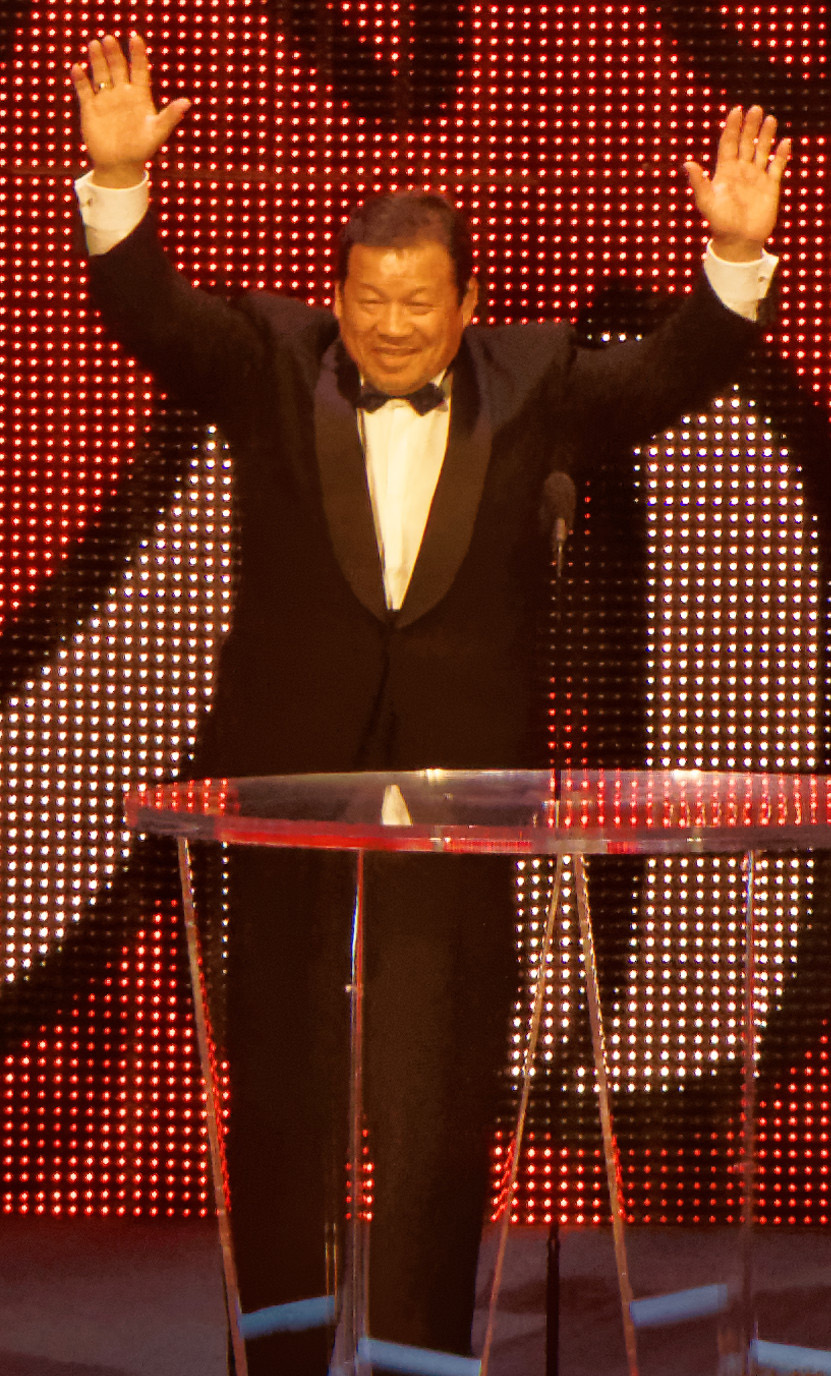
Tatsumi Fujinami 2015

Tatsumi Fujinami (jap. 藤波 辰爾, Fujinami Tatsumi; * 28. Dezember 1953 in Musashi, (heute: Kunisaki) Präfektur Ōita) ist ein 1,83 m großer und 104 kg schwerer Wrestler aus Japan, der mit seinem Gimmick The Dragon berühmt geworden ist. Er gilt als einer der Erfinder des „Dragon Sleeper“ und des „Dragon Suplex“. Fujinami wurde von Karl Gotch und Antonio Inoki trainiert. Sein Wrestlingdebüt gab er am 9. Mai 1971 gegen Kanji Kitazawa.

## Karriere
Fujinami begann seine Karriere in der Japanese Wrestling Association (kurz JWA) unter den Fittichen von Antonio Inoki. Als Inoki 1971 von der JWA entlassen wurde, verließen auch viele andere Wrestler diesen Verband u. a. auch Tatsumi Fujinami. Sie gründeten eine neue Liga unter dem Namen New Japan Pro-Wrestling (NJPW). Als Gründungsväter dieses Verbandes gelten heute Fujinami, Inoki, Osamu Kido und Kotetsu Yamamoto.
In den frühen Jahren trainierte Fujinami viele neue Talente wie Mr. Pogo, Yoshiaki Fujiwara, Ultimo Dragon und Gran Hamada an.
In den späten Siebzigern ging Fujinami nach Mexiko in die Universal Wrestling Association (UWA) und in die USA zu Jim Crocket Promotions sowie der World Wide Wrestling Federation (kurz WWWF). In letzterer durfte er den WWWF Junior Heavyweight Championship gewinnen, den er dann auch mit nach Japan nahm und dort etablierte. In den Achtzigern führte Fujinami Fehden gegen Antonio Inoki, Riki Choshu und Akira Maeda.
Am 24. Juni 1999 wurde Fujinami zum Präsidenten der NJPW ernannt.
Am 28. März 2015 wurde Fujinami in die WWE Hall of Fame aufgenommen.

## Erfolge

### Titelgewinne
- 1× WWF Junior Heavyweight Champion
- 2× NWA World International Junior Heavyweight Champion
- 1× UWA World Heavyweight Champion
- 3× WWF International Heavyweight Champion
- 1× WWF International Tag Team Champion – mit Kengo Kimura
- 3× IWGP Tag Team Champion – mit Kengo Kimura
- 2× IWGP Heavyweight Champion
- 1× NWA Pacific Northwest Heavyweight Champion
- 2× IWGP Heavyweight Champion
- 1× NWA World Heavyweight Champion
- 2× IWGP Heavyweight Champion
- 2× IWGP Tag Team Champion

### Turniersiege
- Karl Gotch Cup 1974
- MSG Tag League 1984 (mit Antonio Inoki)
- IWGP Tag Team League 1985 (mit Kengo Kimura)
- Japan Tag League 1987 (mit Kengo Kimura)
- Super Grade Tag League 1991 (mit Vader)
- NJPW G-1 Climax 1993
- One Night Tag Team Tournament 1996 (mit Shiro Koshinaka)

### Sonstiges
Des Weiteren wurde er im Jahr 2015 in die WWE Hall Of Fame aufgenommen.